# Władysław Chomutow
Władysław Denysowycz Chomutow, ukr. Владислав Денисович Хомутов (ur. 4 czerwca 1998 w Doniecku) – ukraiński piłkarz, grający na pozycji pomocnika.

## Kariera piłkarska

### Kariera klubowa
Wychowanek klubów Szachtar Donieck i Olimpik Donieck, barwy których bronił w juniorskich mistrzostwach Ukrainy (DJuFL). 3 października 2014 rozpoczął karierę piłkarską w młodzieżowej drużynie Olimpika Donieck, a 15 maja 2016 debiutował w podstawowym składzie klubu. 13 lipca 2018 przeniósł się do Czornomorca Odessa. 11 grudnia 2018 opuścił odeski klub. 13 lutego 2019 został piłkarzem FC ViOn Zlaté Moravce.